# Robert E. Hauard
Robert Ervin Hauard (engl. Robert Ervin Howard; 22. januar 1906 — 11. jun 1936) bio je klasični američki palp pisac fantastike, horora, istorijskih romana, boksa, vesterna i detektivskih romana. Hauard je napisao "preko tri stotine priča i sedam stotina pesama sirove snage i raskalašnih emocija", a posebno je poznat zbog svojih upečatljivih opisa "mračnog univerzuma mačovitlajućih avantura i tamnovitog horora."
Najpoznatiji je po tome što je u palp magazinu Weird Tales (u doba velike ekonomske krize) stvorio lik Konana Simerijanca, poznatog i kao Konan Varvarin, književnu ikonu čija se interpretacija u pop-kulturi može porediti sa ikonama kao što su Tarzan, Šerlok Holms i Džejms Bond.